# مطالعات ترجمه
در یک تعریف کلی، مطالعات ترجمه (به انگلیسی Translation Studies)، یک حوزهٔ میان‌رشته‌ای شامل عناصری از علوم اجتماعی، علوم انسانی، مطالعات ادبی و مطالعات فرهنگی است که به مطالعهٔ نظام‌مند نظریه، توصیف و کاربرد ترجمهٔ کتبی، شفاهی، دیداری-شنیداری و ماشینی می‌پردازد. جیمز هُلمز در سال ۱۹۷۲ این رشته را رشته‌ای مستقل معرفی کرد. این رشته اکنون در بیش از ۷۰ کشور و ۲۰۰ دانشگاهِ جهان تدریس می‌شود.

## مقدمه
ترجمه از روزگاران کهن تا به امروز همواره همراه گویشوران زبان‌ها بوده و پابه‌پای جوامع بشری حرکت کرده‌است. اما مطالعهٔ نظام‌مند ترجمه با تکیه بر معرفت‌شناسی علمی جریان نوپایی است که عمدتاً از دههٔ پنجاه میلادی و در محافل دانشگاهی مغرب‌زمین شروع شده‌است. این جریان از دههٔ هفتاد میلادی با عنوان مطالعات ترجمه و به‌مثابهٔ رشته‌ای مستقل معرفی شد و تا امروز پیوست‌ها و گسست‌های متعددی را منجر شده که هر یک پرتوی بر امر نظریه‌پردازی ترجمه و شناخت آن افکنده است. البته نظریه‌پردازی — به‌معنای عام کلمه — دربارهٔ ترجمه همواره در طول تاریخ انجام شده‌است و  مترجمان خود در مقدمه‌ها و نوشته‌هایشان دربارهٔ شیوهٔ ترجمه و جوانب مختلف آن مطالبی نوشته‌اند. با این حال، بررسی علمی پدیدهٔ ترجمه در قالب یک رشتهٔ دانشگاهی به‌طور جدی تنها تحت عنوان مطالعات ترجمه موضوعیت یافته است.

### تاریخچهٔ پیدایش مطالعات ترجمه
نخستین جرقه‌های مطالعهٔ نظام‌مند ترجمه در دههٔ پنجاه میلادی و با کتاب ژان‌پل وینه و داربلنه (۱۹۵۸) زده شد که بر پایه رویکرد مقابله‌ای دو زبان فرانسوی و انگلیسی استوار بود. در سال ۱۹۵۹، رومن یاکوبسن در مقاله‌ای با عنوان «پیرامون جنبه‌های زبان‌شناختی ترجمه» به گونه‌های مختلف ترجمه پرداخت که در گسترش مفهوم ترجمه بسیار مؤثر واقع شد. در دههٔ شصت میلادی، یوجین نایدا و جی. سی. کتفورد با تکیه بر آموزه‌های زبان‌شناسی نظریه‌های خود دربارهٔ ترجمه را ارائه کردند. اغلب آثار منتشره در آن سال‌ها حول محور مفهوم تعادل (equivalence) بود که خود این امر هم تا حدی تحت تأثیر رویکرد زبان‌شناسی و پروژه‌های ترجمهٔ ماشینی بود که در دوران پس از جنگ جهانی دوم به جدیت پیگیری می‌شد. این شرایط در کنار دوره‌های تربیت مترجم که عمدتاً به برکت گروه‌های زبان‌شناسی و آموزش زبان شروع شده بود، این باور را ایجاد کرد که بررسی ترجمه و مطالعهٔ آن صرفاً فرایندی زبان‌شناختی است ولی نفی این باور تنها به چند سال زمان نیاز داشت. 
با ورود به دههٔ هفتاد میلادی رویکردهای نظری و معرفت‌شناختی مهمی مطرح شدند که هر یک به نوبهٔ خود استخوان‌بندی مطالعات ترجمه را شکل دادند. در سال ۱۹۷۲، گردهمایی بین‌المللی زبان‌شناسی کاربردی در کپنهاگ برگزار شد که یکی از بخش‌های آن به ترجمه اختصاص داشت. در این محفل، جیمز هولمز نسخه‌ای اولیه از مقاله خود با عنوان «نام و ماهیت مطالعات ترجمه» را ارائه کرد. هولمز در این سخنرانی به شاخه‌های مختلف دانشی که خود آن را مطالعات ترجمه نامیده بود، پرداخت و در مقام یک رشتهٔ مستقل دانشگاهی از آن دفاع کرد. جدا از این ارائهٔ شفاهی، مقالهٔ هولمز تا سال‌ها پس از آن نتوانست به‌صورت کتبی چاپ و در اختیار علاقه‌مندان قرار گیرد؛ البته، نسخهٔ پیش-از-انتشار این مقاله در سال ۱۹۷۲ در دسترس قرار گرفت و ترجمهٔ مقاله به زبان هلندی نیز در ۱۹۷۷ موجود بود ولی هیچ یک نتوانست به اشاعهٔ آرای هولمز در سطح بین‌المللی کمک کند. این مقالهٔ کلیدی سرانجام در سال ۱۹۸۷ به اهتمام گیدن توری چاپ شد و نیز در سال ۱۹۸۸ در مجموعهٔ مقالات هولمز گنجانده شد و به‌طور جدی به‌عنوان نقشهٔ راه مطالعات ترجمه مورد توجه قرار گرفت. 
نظریهٔ اسکوپوس (هدفمندی ترجمه) نیز در دههٔ هفتاد توسط هنس ورمیر مطرح شد و دیدگاه جدیدی از فرایند ترجمه و نقش مترجم به‌دست داد که با رویکردهای زبان‌شناختی تفاوت داشت. همچنین، فعالیت‌های ایتمار اون-زوهر که عمدتاً از دههٔ هفتاد شروع شده و با نظریهٔ نظام چندگانهٔ ادبی (literary polysystem theory) به کمال رسیده بود، در مسیر شکل‌گیری مطالعات ترجمه و عبور از چارچوب‌های زبان‌شناسی در بررسی ترجمه نقش مهمی ایفا کرد. در سال ۱۹۷۶ کنفرانس ترجمه و ادبیات در شهر لووِن بلژیک برگزار شد که در آن چهره‌های مطرحی از جمله هولمز، توری، لفوور، اون-زوهر شرکت داشتند. مقالات این کنفرانس توسط هولمز و همکاران (۱۹۷۸) گردآوری و منتشر شد. در کنفرانس لوون، شرکت‌کنندگان یک‌صدا در پی تعریف خط مشی مطالعات ترجمه به‌عنوان رشته‌ای مستقل برآمدند  و بر اهمیت آن در مطالعات تطبیقی ادبیات تأکید کردند. آنان هم‌چنین در جستجوی نظام معرفتی کامل و روشمندی بودند تا بتوان ترجمهٔ ادبی را در جوانب مختلف آن بررسی کرد؛ چارچوبی که نمی‌توانست محدود به بررسی متنی و زبانی باشد و ملزم به تبیین بافت فرازبانی نیز بود. در واپسین سال‌های دههٔ هفتاد و طی دههٔ هشتاد میلادی، گیدن توری مطالعات خود پیرامون ترجمهٔ ادبی و هنجارهای ترجمانی را تکمیل کرده بود و با قاطعیت هرچه بیشتر از مطالعات ترجمه به‌عنوان علمی تجربی-توصیفی سخن گفت و شاخهٔ مطالعات توصیفی ترجمه را بسط داد که توسط هولمز مطرح شده بود. 
در نتیجهٔ این تحولات، بسیاری از اندیشمندان علاوه بر تحلیل مسائل زبانی و بررسی ترجمه در سطح متن، توجه ویژه‌ای به نقش ترجمه، به‌ویژه ترجمهٔ ادبی، در نظام جامعه، فرهنگ و تاریخ ملل کردند و دیدگاهی نو در بررسی ترجمه مطرح شد که بیش از آنکه معطوف به زبان‌شناسی باشد، وامدار جامعه‌شناسی، مطالعات فرهنگی و مطالعات ادبی بود. تأکید بر روش‌شناسی علمی نیز توانست بار معرفت‌شناختی مطالعات ترجمه را وزین‌تر سازد. اندیشهٔ زعمای این دیدگاه در مجموعه مقالات گردآوری‌شده توسط هرمانز در سال ۱۹۸۵ مجدداً مطرح و بازتعریف شد که بعدها از آن به «مکتب دستکاری» یاد کردند. این حرکت در دههٔ نود با آثار سوزان بسنت و اندره لفور و در قالب «چرخش فرهنگی» تجلی پیدا کرد و به بلوغ نظری قابل‌قبولی رسید تا تبدیل به یکی از جریان‌های نظری کلان در مطالعات ترجمه شود.
در کنار تحولات نظری، ذات پدیدهٔ ترجمه نیز در حال دگرگونی بود. نیاز به مترجمان حرفه‌ای و در نتیجه دوره‌های تربیت مترجم که در نیمهٔ دوم قرن بیستم بر تعداد آن افزوده می‌شد، بیش از گذشته نیازمند رشته‌ای مستقل بود. مجموعهٔ این تحولات موجب به رسمیت شناخته‌شدن مطالعات ترجمه به‌عنوان رشته‌ای مستقل گردید. در همین راستا، کوشش‌هایی، هر چند اندک، آغاز شد که هدفشان رهاسازی مطالعات ترجمه از سیطرهٔ دپارتمان‌های زبان‌شناسی و آموزش زبان بود. به‌تدریج ناشران حرفه‌ای به نشر آثار این حوزه علاقه نشان دادند و مجلات علمیِ تخصصی توسط نظریه‌پردازانِ مطرحِ مطالعات ترجمه تأسیس شد که در استقلال این رشته نقش بسزایی داشتند. گرچه استقلال رشته در سطح نهاد دانشگاه و علم به‌جدیت پیگیری می‌شد ولی اندیشمندان مطالعات ترجمه همچنان به دنبال برقراری ارتباط با سایر حوزه‌ها و بده‌وبستان علمی بودند.
از اواخر دههٔ نود نیز بسیاری از اهالی باسابقهٔ مطالعات ترجمه در کنار نظریه‌پردازان تازه‌کار به تفکر و بازاندیشی در مفهوم ترجمه، متن و مترجم پرداخته‌اند و با الهام از تفکر پساساختارگرا و پسانوگرا دیدگاه‌های نوینی را ارائه کرده‌اند. ماهیت خود رشته که توسط هولمز شرح داده شده بود امروزه مورد بازنگری قرار گرفته و برخی از نظریه‌پردازان، مطالعات ترجمه را در مقام یک میان‌رشته و حتی فرارشته تعریف کرده‌اند. چنین بازنگری معرفت‌شناختی در عمق مطالعات ترجمه موجب شکل‌گیری جریانی به نام پسامطالعات ترجمه شده که نه به‌معنای پایان مطالعات ترجمه بلکه به‌معنای رستاخیزی دیگر است و از منظر هستی‌شناختی و معرفت‌شناختی دیدگاهی جدید در این حوزهٔ علمی قلمداد می‌شود.

### عنوان و نام‌گذاری
در شروع نیمهٔ دوم قرن بیستم و با آغاز نظریه‌پردازی نوین دربارهٔ ترجمه و سخن از رشته‌ای مستقل، عناوین متعددی برای این رشته پیشنهاد شد. برای مثال، در سال ۱۹۶۴، نایدا در کتاب «به سوی علم ترجمه کردن» از عبارت science of translating برای اشاره به بخشی از تحقیقات ترجمه استفاده کرد که بعدها نویسندگان متعددی به پیروی از عنوان کتاب نایدا عبارت «علم ترجمه» برای کل رشته به‌کار بردند. چند سال بعد، translatology عنوان دیگری بود که نخست توسط راجر گافین در سال ۱۹۷۱ پیشنهاد شد و برخی از نویسندگان در طی دههٔ هفتاد میلادی آن را به کار می‌بردند. در هرصورت، هیچ یک از این عناوین نتوانست اقبال جامعهٔ علمی را برانگیزد و دیری نپایید که اصطلاح پیشنهادی هولمز یعنی همان translation studies به‌طور فراگیر جایگزین سایر عبارات و عناوین شد و تا به امروز نیز به‌رسمیت شناخته شده است.
در زبان فارسی،  لطف‌الله یارمحمدی در سال ۱۳۶۴ شمسی عبارت «ترجمه‌شناسی» را به‌کار برد که معادل فارسی translatology قلمداد می‌شود.  در سال ۱۳۷۰ شمسی، محمدرضا هاشمی در ترجمه‌ای از مقالهٔ هولمز که در نخستین شمارهٔ فصلنامهٔ مترجم چاپ شد، برای نخستین بار از لفظ «مطالعات ترجمه» به‌عنوان معادل  translation studies استفاده کرد. علاوه بر وی، کاظم لطفی‌پور ساعدی در کتاب «درآمدی بر اصول و روش ترجمه» که نخست در سال ۱۳۷۱ شمسی چاپ شد، عبارت «مطالعات ترجمه» را به‌کار برد. البته، ظاهراً دستنوشتهٔ این کتاب در سال ۱۳۶۷ تحویل نشر دانشگاهی شده بود.
گرچه اکثریت جامعهٔ علمی بین‌المللی عنوان «مطالعات ترجمه» را پذیرفته‌اند، ولی عناوین گاه متفاوت و گاه مشابه، به‌ویژه در نام‌گذاری دوره‌های دانشگاهی، به چشم می‌خورد. از آن جمله‌اند: مطالعات ترجمهٔ کتبی و شفاهی ( به انگلیسی Translation and Interpreting Studies) و مطالعات ترجمهٔ شفاهی (به انگلیسی Interpreting Studies). به اعتقاد برخی عبارت «مطالعات ترجمه» شامل انواع ترجمه از جمله شفاهی و کتبی است و ترجیح برخی دیگر استفاده جداگانه یا توأمان دو واژهٔ translation و interpreting است. همچنین، مطالعات ترجمهٔ دیداری-شنیداری (به انگلیسی Audio-Visual Translation Studies) عنوانی‌ست که اخیراً و در نتیجهٔ گسترش حوزهٔ پژوهشی ترجمه مورد توجه آن دست از گروه‌های آموزشی و پوژهشی شده که بر بررسی ترجمهٔ رسانه‌های سمعی و بصری متمرکز هستند. درهرصورت، سیاست‌های کلان آموزشی هر کشور، دانشگاه یا گروه علمی در کنار سنّت علمی رایج در انتخاب عنوان تأثیرگذار بوده‌اند. در سال‌های اخیر، در نتیجهٔ  گسترش حوزهٔ پژوهشی ترجمه، برخی از اندیشمندان و سیاست‌گذاران این رشته در ایران سه زیرمجموعهٔ  ترجمهٔ کتبی، ترجمهٔ شفاهی و ترجمهٔ دیداری-شنیداری را پیشنهاد داده‌اند.
در ایران نیز همانند اغلب نقاط جهان، این رشته در ارتباط با زبان انگلیسی تأسیس شده که اخیراً برخی از دانشگاه‌ها به مطالعهٔ ترجمه از و به سایر زبان‌ها توجه داشته‌اند. در نظام دانشگاهی ایران، از عبارت «مترجمی زبان (انگلیسی)» برای دوره‌های کارشناسی و کارشناسی ارشد استفاده می‌شود. البته، در برنامه بازنگری‌شده این رشته در سطح کارشناسی که مصوب وزارت علوم است، عنوان فارسی «مترجمی زبان انگلیسی» و عنوان انگلیسی English Translator Training برای دورهٔ کارشناسی به‌طور رسمی تصویب شده است. در سطح دکتری نیز عنوان «ترجمه» مورد استفاده وزارت علوم و دانشگاه‌های تابع آن است که خود انتقاداتی را از سوی اندیشمندان ایرانی این رشته دربرداشته است. به‌هرحال، گویا «مطالعات ترجمه» عنوان مناسب‌تری برای دوره‌های ارشد و دکتری می‌باشد که با تحولات این رشته در سطح جهان نیز همگام است.
گروه مترجمی انگلیسی دانشگاه علامه طباطبایی به‌عنوان هستهٔ مرکزی مطالعات ترجمه در ایران محسوب شده که در سه مقطع کارشناسی، کارشناسی ارشد و دکتری دانشجو می‌پذیرد. دانشگاه‌ فردوسی مشهد و دانشگاه اصفهان و دانشگاه بیرجند نیز از مهم‌ترین مراکز علمی ارائه‌دهندۀ دوره‌های مترجمی زبان انگلیسی و مطالعات ترجمه در ایران می‌باشند. همچنین، پژوهشکدهٔ مطالعات ترجمه  مستقر در دانشکدهٔ ادبیات و زبان‌های خارجیِ دانشگاه علامه طباطبایی به‌عنوان قطب علمی مطالعات ترجمه در ایران شناخته می‌شود.

## نقشه یا طرح مطالعات ترجمه
جیمز هولمز نخستین فردی بود که از رشته‌ای مستقل به نام مطالعات ترجمه سخن گفت. مقالهٔ وی با عنوان «نام و ماهیت مطالعات ترجمه» گام مهمی بود که براساس آن شالودهٔ معرفت‌شناختی رشته‌ای مستقل به‌نام مطالعات ترجمه استوار گشت. وی در این مقاله با اعراض از رویکردهای زبان‌شناختی، بررسی زبانی پدیدهٔ ترجمه را ناکافی دانست و با عنایت به پیچیدگی‌های ترجمه، خواستار نظام معرفتی مستقلی شد که بررسی همه‌جانبهٔ ترجمه را فراهم سازد. هم‌او بود که در مقالهٔ خود، از لفظ Translation Studies استفاده کرد و دایرهٔ شمول و ساختار معرفتی رشته را نیز شرح داد که بعدها به نقشه یا طرح مطالعات ترجمه معروف شد. این طرح تا به امروز سرلوحهٔ بسیاری از نظریه‌پردازان قرار گرفته و در شناخت مطالعات ترجمه بسیار راهگشا بوده است. طبق این طرح، مطالعات ترجمه به سه شاخهٔ اصلی مطالعات توصیفی، نظری و کاربردی تقسیم می‌شود – مطالعات توصیفی و نظری درواقع دو زیرشاخهٔ مطالعات محض هستند – که هر یک، در عین استقلال موضوعی، در ارتباط با دیگر شاخه‌ها قرار داشته و همدیگر را تغذیه می‌کنند

### مطالعات محض ترجمه
هولمز مطالعات ترجمه را رشته‌ای تجربی دانست و با پیروی از آراء کارل گوستاو همپل، فیلسوف علم، دو هدف را برای آن متصور شد:
۱. توصیف پدیدهٔ مدنظر در جهان پیرامون؛
۲. تعیین اصول مشخص به‌منظور تبیین و پیش‌بینی آن پدیده. 
هولمز در تقسیم‌بندی خود دو حوزهٔ مطالعات محض و کاربردی ترجمه را تفکیک کرد. مطالعات محض ترجمه دو هدف را دنبال می‌کند: توصیف پدیدهٔ ترجمه آنگونه که در جهان پیرامون ما نمایان است و تعیین اصول مشخص به‌منظور تبیین و پیش‌بینی آن. مطالعات محض خود به دو شاخهٔ مطالعات توصیفی ترجمه و مطالعات نظری ترجمه تقسیم می‌شود که هر یک به‌نوبهٔ خود در پی تحقق دو هدف مزبور برمی‌آیند.

#### مطالعات توصیفی ترجمه
مطالعات توصیفی ترجمه شامل سه زیرشاخهٔ مطالعات محصول‌مدار، مطالعات کارکردمدار و مطالعات فرایندمدار است.

##### مطالعات توصیفی محصول‌مدار ترجمه
مطالعات توصیفی محصول‌مدار ترجمه اساساً به توصیف محصول ترجمه یا همان اثر ترجمه‌شده می‌پردازد و در مراحل بعدی به توصیف و تحلیل تطبیقی ترجمه‌ها نیز توجه دارد. پژوهش‌های تطبیقی بررسی ترجمه‌های یک متن در یک زبان یا چند زبان را شامل می‌شوند. یافته‌های این دست از مطالعات امکان بررسی گروه‌های بزرگتری از آثار ترجمه‌شده را فراهم می‌سازند که در بافت زبانی، تاریخی یا گفتمانی خاص تولید شده‌اند. یکی از اهداف والای مطالعات توصیفی محصول‌مدار تهیهٔ تاریخ عمومی متون ترجمه‌شده می‌تواند باشد.

##### مطالعات توصیفی کارکردمدار ترجمه
مطالعات توصیفی کارکردمدار ترجمه به توصیف کارکرد آثار ترجمه‌شده در جوامع و فرهنگ‌ها می‌پردازد؛ در واقع، بر بررسی بافت متمرکز است و نه خود متن. چه متونی در محدودهٔ زمانی و مکانی خاص برای ترجمه انتخاب شده‌اند و چه تأثیری بر جوامع میزبان داشته‌اند از پرسش‌های کلیدی در مطالعات کارکردمدار هستند. از آنجا که این حوزه نقطهٔ اشتراکی‌ست بین مطالعات ترجمه و جامعه‌شناسی، در صورت اهمیت بیشتر به این دست از مطالعات می‌توان شاهد شکوفایی جامعه‌شناسی ترجمه یا همان مطالعات جامعه‌شناختی ترجمه بود. این مهم پس از هولمز و در سایهٔ تلاش خیل عظیمی از نظریه‌پردازان محقق شد تا اینکه در سال ۲۰۰۷ میکلا وولف از «چرخش جامعه‌شناختی» در مطالعات ترجمه سخن به‌میان آورد که از نظر گستره و نظام معرفت‌شناختی بسیار فراتر از پیشنهاد اولیهٔ هولمز است. 

##### مطالعات توصیفی فرایندمدار ترجمه
مطالعات توصیفی فرایندمدار ترجمه به خود عمل ترجمه‌کردن توجه دارد و به دنبال کشف فرایندی است که در ذهن مترجم به هنگام ترجمه می‌گذرد. با توجه به دشواری دسترسی به اطلاعات ذهنی افراد، تنها تعداد اندکی از این دست از پژوهش‌ها در محیط‌های آزمایشگاهی صورت گرفته است (در زمان نگارش مقاله توسط هولمز). هولمز معتقد بود با بذل توجه کافی و وافی، این حوزه می‌تواند تحت عنوان روانشناسی ترجمه یا مطالعات روان‌شناختی ترجمه قد اعلم کند.

#### مطالعات نظری ترجمه
مطالعات نظری ترجمه زیرشاخهٔ دیگری از مطالعات محض ترجمه است و همانگونه که از نام آن برمی‌آید، تلاشی‌ست در جهت تدوین رویکردها، چارچوب‌ها و مدل‌های نظری برای تبیین و پیش‌بینی پدیده‌های ترجمه‌ای. در این راستا، مطالعات نظری از یافته‌های مطالعات توصیفی و نیز سایر حوزه‌ها و رشته‌های علمی بهره می‌جوید. نظریه‌های عمومی ترجمه و نظریه‌های محدود ترجمه دو زیرشاخهٔ مطالعات نظری هستند.

##### نظریه‌های عمومی ترجمه
به اعتقاد هولمز، والاترین هدف نظریه‌پرداز ترجمه تدوین نظریه‌ای جامع و مانع است که با توجه به تعاریف ایجابی و سلبی از ترجمه بتواند در عرصهٔ تبیین و پیش‌بینی موفق ظاهر شود؛ چنین نظریه‌ای را می‌توان از نظریه‌های عمومی ترجمه قلمداد کرد که لاجرم صوری و بسیار پیچیده خواهد بود. هولمز با نقادی از نظریه‌های زمان خود معتقد بود اغلب تلاش‌های نظریه‌پردازان در ذیل نظریه‌های محدود ترجمه قرار می‌گیرد.

##### نظریه‌های محدود ترجمه
در طرح هولمز، نظریه‌های محدود ترجمه به شش گونهٔ اصلی تقسیم شده که هر یک توسط عاملی محدود می‌شوند و بر آن متمرکز هستند. البته، هولمز به‌درستی اشاره می‌کند که امکان محدودسازی یک نظریه توسط چند عامل نیز وجود دارد.
۱. نظریه‌های محدود به نوع: محدود به نوع یا رسانه ترجمه. خود به ترجمهٔ انسانی، ماشینی یا انسانی-ماشینی تقسیم می‌شود. برای ترجمهٔ انسانی می‌توان دو نوع/رسانه کتبی و شفاهی را متصور بود.
۲. نظریه‌های محدود به ناحیه: محدود به ترجمه در و بین زبان‌ها و فرهنگ‌های خاص. هولمز حالت‌های متعددی را برای آن متصور است. مثال‌های زیر در شرح حالت‌های مدنظر هولمز پرداخته شده‌اند:
- نظریه‌ای برای ترجمه بین زبان فارسی و زبان انگلیسی (محدود به جفت زبان)
- نظریه‌ای برای ترجمه در زبان‌های ایرانی (محدود به تک‌گروه زبانی)
- نظریه‌ای برای ترجمه بین زبان‌های ایرانی و لاتینی (محدود به جفت‌گروه زبانی)
- نظریه‌ای برای ترجمه در فرهنگ ایرانی (محدود به یک فرهنگ)
- نظریه‌ای برای ترجمه بین فرهنگ ایرانی و عربی (محدود به جفت فرهنگ)
- نظریه‌ای برای ترجمه در فرهنگ‌های آسیای شرقی (محدود به تک‌گروه فرهنگی)
- نظریه‌ای برای ترجمه بین فرهنگ‌های آسیای شرقی و  اروپایی (محدود به جفت‌گروه فرهنگی)

۳. نظریه‌های محدود به مرتبه دستوری: محدود به ترجمه در سطح مرتبه‌های دستوری خاص مانند کلمه، گروه کلمات، جمله یا متن.
۴. نظریه‌های محدود به نوع متن: محدود به ترجمهٔ نوع خاصی از متون مانند متون ادبی، مذهبی یا علمی.
۵. نظریه‌های محدود به زمان: محدود به ترجمهٔ متون قدیم یا جدید.
۶. نظریه‌های محدود به مسئله: محدود به یک یا چند مسئله ترجمه‌ای؛ برای مثال، نظریه‌های پیرامون مفهوم «تعادل» یا پیرامون ترجمهٔ استعاره.

### مطالعات کاربردی ترجمه
مطالعات کاربردی ترجمه که به مسائل عملی ترجمه می‌پردازد، به چندین زیرشاخه تقسیم می‌شود.

#### تربیت مترجم
تربیت مترجم  در مراکز دانشگاهی و علمی برقرار است و برخلاف آموزش ترجمه در یادگیری زبان که هدف تقویت زبان را در پیش دارد، بر تربیت مترجمان حرفه‌ای برای مرتفع نمودن نیاز جوامع استوار است. در برنامه‌های تربیت مترجم موضوعاتی مانند روش تدریس، آزمون‌سازی و تدوین برنامه‌های درسی جایگاه ویژه‌ای دارند.

#### ابزارهای کمک‌ترجمه
ابزارهای کمک‌ترجمه در دوره‌های تربیت مترجم و در فرایند انجام ترجمه توسط مترجمان بسیار کارآیی دارند و شامل دو گروه عمدهٔ ابزارهای واژه‌نگاری و اصطلاح‌شناسی و دستورهای زبان می‌شود. هولمز تأکید دارد که این موضوعات علی‌رغم اینکه در سایر حوزه‌ها تا حدی پی گرفته شده‌اند، باید با تمرکز بر ترجمه تهیه شوند و از این رو در طرح مطالعات ترجمه جایگاه ویژه‌ای دارند.

#### سیاست‌گذاری ترجمه
در پرتوی سیاست‌گذاری ترجمه یا تعیین خطی‌مشی ترجمه نظریه‌پرداز و ترجمه‌پژوه در مقام مشاور ظاهر شده و  به‌طور کلی پیرامون جایگاه ترجمه و مترجمان در جامعه به ارائهٔ پیشنهادها و آراء خود می‌پردازد. تصمیم‌گیری در گزینش آثار برای ترجمه، جایگاه اقتصادی و اجتماعی مترجمان و حتی نقش ترجمه در یادگیری زبان‌های خارجی از موضوعاتی هستند که در ذیل سیاست‌گذاری ترجمه قرار می‌گیرند.

#### نقد ترجمه
نقد ترجمه نیازمند رویکردهایی است که در مطالعات ترجمه ساخته و پرداخته شده باشند و تا حد امکان ارزیابی عینی‌تری از ترجمه‌ها ارائه کنند. در این راستا، رابطهٔ بین منتقد ترجمه و نظریه‌پرداز ترجمه می‌تواند کارساز باشد.

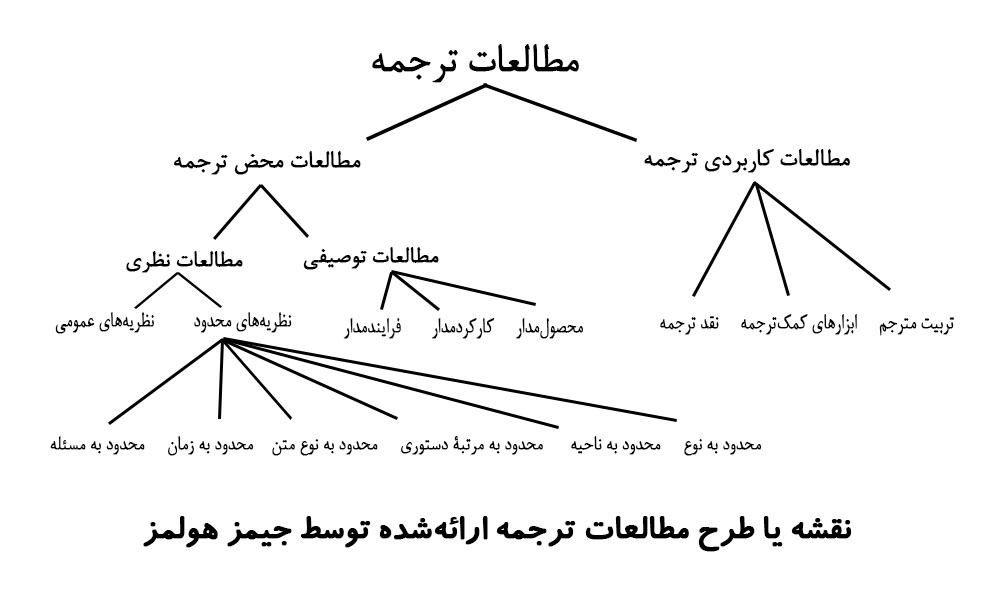
تصویرسازی از طرح مطالعات ترجمه هولمز

هولمز در انتهای مقالهٔ خود به دو حوزهٔ دیگر نیز اشاره می‌کند که عناصر جدایی‌ناپذیر هر سه شاخهٔ توصیفی، نظری و کاربردی هستند: مطالعات تاریخی  و روش‌شناسی یا فرانظریه. مطالعات تاریخی در این کاربرد به تاریخ مطالعات ترجمه معطوف است و به موضوعاتی مانند تاریخ نظریه‌های ترجمه، تاریخ مطالعات توصیفی، تاریخ تربیت مترجم، تاریخ تدریس ترجمه و غیره توجه دارد. روش‌شناسی یا فرانظریه نیز به واکاوی دربارهٔ روش‌ها و مدل‌های پژوهش در سه شاخهٔ اصلی و حتی به موضوعات کلان مانند دایرهٔ شمول رشته و متعلقات آن می‌پردازد.
شایان ذکر است که بعد از هولمز، این طرح کمابیش مورد بازنگری قرار گرفته و بسیاری از نویسندگان زیرشاخه‌های دیگری را اضافه کرده و حتی برخی طرح‌های دیگری را نیز پرداخته‌اند. بااین‌حال، نقشه یا طرح مطالعات ترجمه هولمز به‌عنوان نقطهٔ آغازین در بنیادگذاری معرفت‌شناختی مطالعات ترجمه مورد قبول واقع شده و مفصل‌بندی عمده آثار پژوهشی در مطالعات ترجمه براساس آن شکل گرفته است.